# Mp3blaster
Mp3blaster — один из самых популярных консольных медиапроигрывателей для Unix-подобных операционных систем. Имеет уникальную возможность разделения списка проигрываемых композиций на группы (альбомы), причём во время воспроизведения. Один из немногих проигрывателей, имеющих возможность полного интерактивного контроля во время воспроизведения. Таким образом он гибче других аналогичных консольных проигрывателей музыки.
Mp3blaster распространяется в соответствии с условиями лицензии GPL и, соответственно, является свободным ПО. Поддерживает проигрывание нескольких форматов: MP3, Ogg Vorbis, WAV и SID. Поддерживает микширование. Написан на языке C++, базируется на библиотеке ncurses.